# Alan Lee Silva
Alan Lee Silva is een Amerikaans componist en musicus.
Hij woont in de buurt van Los Angeles. Als componist schrijft hij werken voor verschillende genres, werken voor orkest, harmonieorkest, jazz, populaire muziek en rock, maar hij is vooral bekend door zijn filmmuziek.

## Composities

### Werken voor orkest
- 2004 Golden Fields, voor strijkorkest
- 2007 America's Cup, voor strijkorkest
- 2007 Ellis Island, voor strijkorkest
- Mountain Chase, voor strijkorkest
- Path to the Pacific, voor strijkorkest
- Pepper Tree Lane, voor strijkorkest
- Spring Carnival music, voor orkest
- Summer Dance, voor strijkorkest
- Sunburst, voor strijkorkest
- Sweet Moment, voor strijkorkest
- The Sprint, voor strijkorkest
- Two Daughters, voor strijkorkest
- Valley of the Sun, voor strijkorkest
- Waterloo Station, voor strijkorkest

### Werken voor harmonieorkest
- 2003 Nevada Expedition
- Air Stream
- Champions
- Flight of Courage
- For Our Heroes
- Hark! The Herald Angels Sing
- Northwestern Skies
- Olympian Pursuit
- On the American River
- Orion's Sword
- Path to the Pacific
- Star Journey
- Triumph

### Vocale muziek
- Baileme, voor mannenstem, trompet, hoorns, keyboards, akoestische gitaar, basgitaar, flamenco-gitaar, bongo's, castagnetten, conga's en slagwerk (samen met: Ken Tamplin)
- Cliffs of Sardinia, voor sopraan, viool, bongo's, keyboard en slagwerk (samen met: Ken Tamplin)
- Cote D'Azure, voor mannenstem, dwarsfluit, trompet, hoorns, basgitaar, flamenco-gitaar, bongo's, castagnetten, keyboards, slagwerk en steel drum (samen met: Ken Tamplin)

### Filmmuziek
- 1992 Samurai Salesman
- 1996 Eli's Coming
- 1997 Secrets
- 1998 Moment Cafe
- 1998 Lethal Weapon IV
- 1999 The Velvet Club
- 2001 Cruel Game - ook bekend als: Deception
- 2003 Enough
- 2004 Full Moon Fables
- 2004 The Punisher